# Намейсис

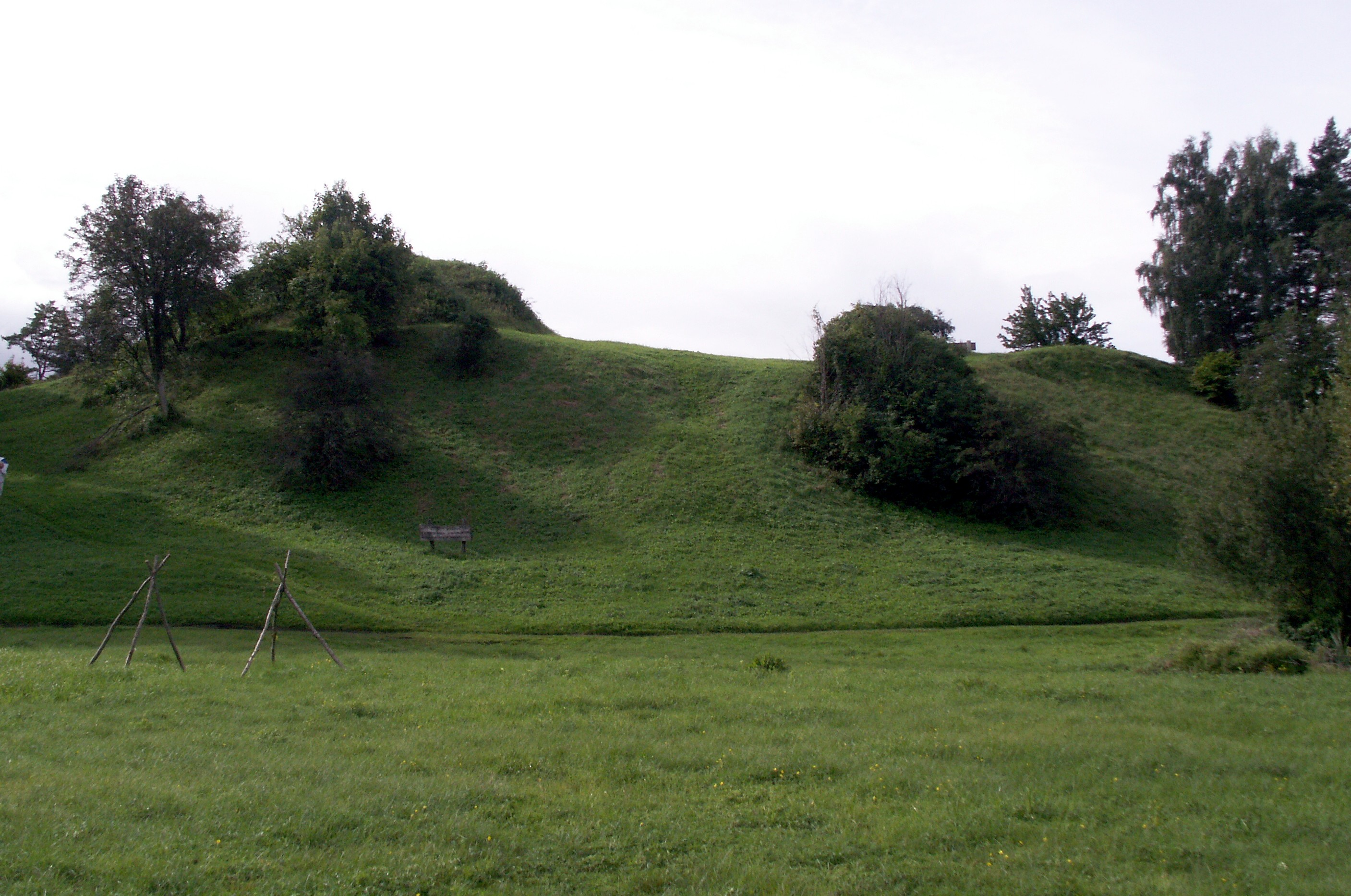
Руины крепости Тервете, резиденции Намейсиса в 2010.

Намейсис (Nameise, Nameyxe, лит. Nameišis, лат. Nameise, Nameyxe, латыш. Nameisis, Namejs, Nameitis, ? — 1281 год, Литва или Пруссия) — вождь (король) земгалов в 70—80-х гг. XIII века. Упомянут в Ливонской рифмованной хронике и в протоколе Франциска Молианского (1312), где назван королём Земгалии (на древненемецком kunic, латинском rex). Согласно преданию, Намейсис собирался провести самый крупный в истории военный поход объединённых балтийских народов. Его целью было ответное нападение на земли Ордена и их завоевание.
В 1272 году упомянут в хронике в качестве одного из нобилей земгалов, заключившего мир с Ливонским орденом.
Весной 1279 года, воспользовавшись разгромом Ливонского ордена в битве с литовцами Тройдена у замка Ашераден (совр. Айзкраукле), Намейсис возглавил восстание земгалов против орденской власти. В 1279 году земгалы освободили от немецкого гарнизона свою столицу Тервете, а пленных немецких рыцарей отправили в Литву, отбили нападения крестоносцев на замок Добеле, предприняли поход на Ригу. Земгалы не сумели взять Ригу, однако в сражении одержали победу и взяли в плен фердмаршала ордена.
В 1281 году крестоносцы вновь напали на Добеле, но с помощью литовцев были разбиты. В августе 1281 года 14-тысячное войско ордена напало на Тервете. Оказать сопротивление столь мощной армии Намейсис не смог и вынужден был заключить с немцами новый мирный договор. Недовольные условиями договора, крестоносцы перебили 50 земгальских старейшин, хитростью заманив их на пир.
Намейсис отступил в Литву. Осенью 1281 года во главе нового войска он совершил поход на территорию Тевтонского ордена, достигнув замка Христбург в низовьях Вислы.

## Фильмы
- Кольцо Намея (en:The Pagan King) — художественный фильм (Великобритания, Латвия), режиссер Айгарс Грауба (lv:Aigars Grauba)